# Bill Bengry
Alfred Edward "Bill" Bengry, né le 28 mars 1920 à Kingsland, village au nord du Herefordshire, et décédé le 19 janvier 1997 à Leominster, est un ancien pilote automobile britannique de rallyes et de courses de côte.

## Biographie
Il commence la compétition automobile de rallyes en 1954, sur Volkswagen. En 1959, il remporte le deuxième Rallye Audi Sport (copilote Pete Roberts). En 1960, il participe à sa première course internationale, le RAC Rally (terminant 8e, puis dans les 15 premiers en 1962). Il finit aussi 7e du Safari Rally en 1962, sur Peugeot, et ultérieurement sur Rover. Il participe à plusieurs éditions du Liège-Rome-Liège (terminant l'épreuve trois fois consécutivement, et vainqueur de classe à chaque fois lui donnant droit de fait à une Coupe d'Or), au Rallye-marathon Londres-Sydney en 1968 sur Ford Cortina GT avec Arthur Brick et John Preddy, et aux rallyes Monte-Carlo, des Tulipes, et du Circuit d'Irlande. Au cours de sa carrière, il remporte environ 200 coupes et trophées. David Skeffington est son principal navigateur.
Il est le premier anglais à avoir remporté son actuel championnat national BRC (donnant à l'époque le titre de RAC British Rally Champion) à deux reprises, quatre années après sa création. Il est également Motoring News champion et BTRDA Gold Star champion, devenant ainsi le premier pilote à remporter ces trois compétitions anglaises des années 1960.
Avec son frère, il fonde en 1938 la Bengry Brothers Ltd., initialement entreprise de vente de tracteurs et de matériels agricoles sur roues jusqu'en 1946, toujours active et devenue prospère dans le commerce de voitures dès l'après-guerre (concessionnaire pour Ford et Volkswagen en 1956, ainsi que Volvo et Simca par la suite).
Il est l'un des membres fondateurs du Herefordshire Motor Club, et a participé au Leominster Borough Council.

## Titres
- Double Champion d'Angleterre des rallyes (actuel BRC) consécutivement, en 1960 et 1961, sur Volkswagen Beetle (1200 puis 1 500 cm3), avec pour copilote son compatriote D.Skeffington.

## Distinctions
- Herefordshire Sportsman of the Year en 1961;
- Rang d'Honorary maharajah par Air India, pour ses exploits dans le Safari Rally.